# Пучинский, Юзеф Вульфович
Пучинский Юзеф Вульфович (19 декабря 1922, Узда, Минской области— 2007) — советский график и живописец. Работал в основном в области станковой и книжной графики, пейзажная живописи. Член Союза художников СССР. Заслуженный работник культуры Республики Беларусь (1992).

## Биография
Родился в семье сельского кузнеца. Учился в Витебском художественном училище. Участник Великой Отечественной войны. Окончил Белорусский государственный театрально-художественный институт (1959). Работал художником в газете «Зорька» (с 1945), в 1948—1985 главный художник журнала «Работница и крестьянка».
В республиканских художественных выставках принимает участие с 1946.

## Книжная иллюстрация
Являлся автором иллюстраций к книгам белорусских писателей.
- Хомченко, Василий Фёдорович бел. «Паляванне на львоў» («Охота на львов») (Мінск: Выдавецтва ЦК КП Беларускай ССР, 1970)
- Шитик, Владимир Николаевич бел. «Другая версія : Апавяданне і аповесць» («Другая версия: Рассказ и повесть») (Мінск : Мастацкая літаратура, 1979)